# Station Nieuw Buinen
Stopplaats Nieuw Buinen (telegrafische code: nbn) is een voormalige stopplaats aan de Nederlandse spoorlijn Stadskanaal - Ter Apel Rijksgrens, destijds aangelegd en geëxploiteerd door de Groningsch-Drentsche Spoorwegmaatschappij Stadskanaal-Ter Apel-Rijksgrens (STAR).
De stopplaats lag ten noorden van Nieuw-Buinen en ten zuidoosten van Stadskanaal in de provincie Groningen. Aan de spoorlijn werd de stopplaats voorafgegaan door stopplaats Stadskanaal Oost en gevolgd door halte Eerste Exloërmond. Stopplaats Nieuw Buinen werd geopend op 2 mei 1924 en gesloten op 15 mei 1935. Bij de stopplaats was een stationsgebouw aanwezig van het stationstype STAR groot naar ontwerp van Ad van der Steur. Het station had een spoordok voor overslag van goederen op schepen, aan de noordwestelijke kant van het station. Het spoordok is gedeeltelijk gedempt, het lag ten westen van de straat Het Achterom, achter de bosschages. Er staat wel nog een brugwachterswoning. De vaart (Dwarsdiep en de verbinding waar nu de N374 loopt) zijn beide gedempt.